# 醫學專科
醫學專科是指醫學中有關各醫學實務的分科。內科醫師或外科醫師在醫學院畢業後，會在特定的醫學專科繼續其醫學教育，進行方式是在醫學專科擔任數年的住院医师，直到取得專科醫師的資格。

## 醫學專科的分類
醫學專科可以依照以下幾象限來分類，包括：
- 外科還是內科
- 病患年齡範圍
- 偏診斷或偏治療
- 器官基礎或是技術基礎

歷史上，最重要的醫學專科分類是外科及內科的分類。外科的醫學專科主要會利用手術來作為其診斷及治療的方式，而內科診斷及治療的主要方式是用非手術的方式進行。一些國家會將麻醉学归类为外科学科，雖然麻醉師不會進行手術，不過麻醉学在外科手术中至关重要。
許多的醫學專科是器官基礎的，許多的症狀或是疾病是來自特定的器官。有些醫學專科主要會和許多的技術有關，例如放射學一開始是源自X光。
有些醫學專科也會和病患年齡有關。內兒科醫生會處理大部份兒童主訴及疾病，而且是以不需手術的方式來處理，其中也（正式或非正式的）分出許多的醫學專科，類似成人醫學專科中以器官基礎的分類方式。兒科外科醫生可能會是單獨處理兒童需要手術治療疾病的醫學專科，也可能不是單獨的醫學專科。

## 常見的醫學專科
| 醫學專科             | 作為次專科時的主科 | 病患年齡 | 偏診斷或治療 | 外科或內科系 | 基於器官或技術 |
| -------------------- | ------------------ | -------- | ------------ | ------------ | -------------- |
| 過敏免疫科           | 內科、兒科         | 各年齡層 | 兩者皆有     | 內科系       | 器官           |
| 青少年醫學           | 兒科、家醫科       | 兒科     | 兩者皆有     | 內科系       | 技術           |
| 麻醉科               | 家醫科             | 各年齡層 | 治療         | 兩者皆有     | 兩者皆有       |
| 航空醫學             | 家醫科             | 各年齡層 | 兩者皆有     | 兩者皆非     | 兩者皆有       |
| 心臟科               | 內科               | 成人     | 治療         | 內科系       | 器官           |
| 心胸外科             | 普通外科           | 成人     | 治療         | 外科系       | 器官           |
| 兒童與青少年精神醫學 | 精神醫學           | 兒科     | 治療         | 內科系       | 技術           |
| 臨床神經生理學       | 神經內科           | 各年齡層 | 診斷         | 內科系       | 兩者皆有       |
| 結腸直腸外科         | 普通外科           | 各年齡層 | 兩者皆有     | 外科系       | 器官           |
| 皮膚科               | 無                 | 各年齡層 | 治療         | 內科系       | 器官           |
| 急診醫學             | 家醫科             | 各年齡層 | 兩者皆有     | 兩者皆有     | 兩者皆有       |
| 內分泌學             | 內科               | 成人     | 治療         | 內科系       | 器官           |
| 胃腸病學             | 內科               | 成人     | 治療         | 內科系       | 器官           |
| 普通外科             | 無                 | 成人     | 治療         | 外科系       | 技術           |
| 家庭醫學科           | 無                 | 各年齡層 | 兩者皆有     | 兩者皆有     | 跨領域         |
| 老年醫學             | 內科、家醫科       | 老年     | 治療         | 內科系       | 跨領域         |
| 婦產科               | 無                 | 各年齡層 | 治療         | 外科系       | 器官           |
| 感染科               | 兒科、內科         | 各年齡層 | 兩者皆有     | 內科系       | 兩者皆非       |
| 內科                 | 無                 | 成人     | 治療         | 內科系       | 兩者皆非       |
| 介入放射學           | 放射科             | 各年齡層 | 兩者皆有     | 兩者皆非     | 跨領域         |
| 新生兒學             | 兒科               | 新生兒   | 治療         | 內科系       | 兩者皆非       |
| 腎臟科               | 內科               | 各年齡層 | 治療         | 內科系       | 器官           |
| 神經內科             | 內科               | 各年齡層 | 治療         | 內科系       | 器官           |
| 神經外科             | 外科               | 各年齡層 | 治療         | 外科系       | 器官           |
| 核医学               | 無                 | 各年齡層 | 兩者皆有     | 內科系       | 技術           |
| 職業醫學             | 家醫科、內科       | 成人     | 治療         | 內科系       | 跨領域         |
| 眼科學               | 無                 | 各年齡層 | 治療         | 外科系       | 器官           |
| 骨科                 | 無                 | 各年齡層 | 治療         | 外科系       | 器官           |
| 口腔頜面外科         | 無                 | 各年齡層 | 治療         | 外科系       | 器官           |
| 耳鼻喉科學           | 無                 | 各年齡層 | 治療         | 外科系       | 器官           |
| 安寧照護             | 家醫科、內科、兒科 | 各年齡層 | 兩者皆有     | 內科系       | 兩者皆非       |
| 病理学               | 無                 | 各年齡層 | 診斷         | 兩者皆非     | 技術           |
| 兒科                 | 無                 | 兒科     | 治療         | 內科系       | 無             |
| 小兒過敏免疫科       | 兒科               | 兒科     | 治療         | 內科系       | 器官           |
| 小兒心臟科           | 兒科               | 兒科     | 治療         | 內科系       | 器官           |
| 小兒內分泌科         | 兒科               | 兒科     | 治療         | 內科系       | 器官           |
| 小兒腸胃科           | 兒科               | 兒科     | 治療         | 內科系       | 器官           |
| 小兒血液腫瘤科       | 兒科               | 兒科     | 治療         | 內科系       | 器官           |
| 小兒感染科           | 兒科               | 兒科     | 治療         | 內科系       | 器官           |
| 小兒腎臟科           | 兒科               | 兒科     | 治療         | 內科系       | 器官           |
| 小兒胸腔科           | 兒科               | 兒科     | 治療         | 內科系       | 器官           |
| 小兒風濕科           | 兒科               | 兒科     | 治療         | 內科系       | 器官           |
| 小兒外科             | 普通外科           | 兒科     | 治療         | 外科系       | 器官           |
| 復健醫學             | 無                 | 各年齡層 | 治療         | 內科系       | 跨領域         |
| 整形外科與重建外科   | 普通外科           | 各年齡層 | 治療         | 外科系       | 器官           |
| 胸腔醫學             | 內科               | 成人     | 治療         | 內科系       | 器官           |
| 精神醫學             | 無                 | 各年齡層 | 兩者皆有     | 內科系       | 技術           |
| 公共卫生             | 家醫科             | 各年齡層 | 兩者皆非     | 兩者皆非     | 技術           |
| 放射腫瘤科           | 無                 | 各年齡層 | 治療         | 兩者皆非     | 技術           |
| 影像诊断学           | 無                 | 各年齡層 | 兩者皆有     | 內科系       | 技術           |
| 運動醫學             | 家醫科             | 各年齡層 | 兩者皆有     | 兩者皆非     | 跨領域         |
| 神經放射學           | 放射科             | 各年齡層 | 兩者皆有     | 內科系       | 兩者皆有       |
| 泌尿外科             | 無                 | 各年齡層 | 治療         | 外科系       | 器官           |
| 血管外科             | 普通外科           | 各年齡層 | 治療         | 外科系       | 器官           |